# Hivos
Hivos (voluit Humanistisch Instituut voor Ontwikkelingssamenwerking) is een Nederlandse organisatie voor ontwikkelingssamenwerking die handelt vanuit humanistische waarden. Hivos verschaft financiële en politieke ondersteuning aan partnerorganisaties in Afrika, Latijns-Amerika en Azië. Samen met deze lokale organisaties wil Hivos een bijdrage leveren aan een vrije, eerlijke en duurzame wereld, waarin iedereen gelijke toegang heeft tot middelen en kansen voor ontwikkeling. Hivos is ervan overtuigd dat als mensen een eerlijke kans krijgen, hun mogelijkheden bijna onbegrensd zijn. Vandaar ook de slogan van Hivos: "people unlimited". Een belangrijke leidraad is de versterking van de maatschappelijke positie van vrouwen, lhbt'ers en andere gemarginaliseerde groepen.

## Geschiedenis
De stichting Hivos werd opgericht in 1968 door het Humanistisch Verbond, de Vereniging Weezenkas en Humanitas. Hivos strijdt voor een vrije, eerlijke en duurzame wereld. Hivos werkt hiervoor samen met partnerorganisaties in Afrika, Azië en Latijns-Amerika en partners in Nederland en Europa. 
Hivos nam in de jaren 1980 als een van de eerste Nederlandse ngo’s het besluit regionale kantoren te openen in bijvoorbeeld Zimbabwe (1988) en Costa Rica (1994). De meeste programma’s worden uitgevoerd door de regionale Hivos-vestigingen in Latijns-Amerika, Oost-Afrika, Zuidelijk Afrika en MENA (Midden-Oosten en Noord-Afrika). Daarnaast zijn er in acht landen kleinere kantoren. Hivos draagt het werk in Zuidoost-Azië over aan de lokale NGO in oprichting, de Yayasan Hivos in de Indonesische hoofdstad Jakarta.
In 2020 werkte Hivos samen met 563 partnerorganisaties, waarvan 111 in Latijns Amerika, 291 in Afrika en 117 in Azië.  

## Organisatie
In 2021 telde Hivos in totaal 295 werknemers, van wie 71 werkzaam op het kantoor in Den Haag en 224 op de regio- of landenkantoren.
Hivos wordt bestuurd door een raad van bestuur. Het managementteam bestaat uit de hoofden van de afdelingen 'Strategie & impact' en 'Business development', de vier directeuren van de regionale kantoren en een aantal ander management functies. Boven de directie staat de raad van toezicht; daarnaast kan de directie een beroep doen op een college van adviseurs. 

## Humanistische waarden
Het humanistische gedachtegoed staat centraal in het beleid van Hivos. Het Humanisme stelt de mens centraal en gaat uit van diens waarde. Kernelementen van het beleid  zijn daarom: menselijke waardigheid en zelfbeschikking, afkeer van dogmatisme en autoritaire stelsels, pluralisme en democratie, onderlinge solidariteit, verantwoordelijk burgerschap, en respect voor de culturele en sociale identiteit.
Bij de uitvoering van het werk hanteert Hivos de onderstaande uitgangspunten:
- Vrijheid en waardigheid: Ieder mens heeft het recht om in vrijheid en waardigheid te leven, ongeacht seksuele geaardheid, etniciteit, religie of sociaaleconomische positie. Mensen moeten de vrijheid hebben om te geloven wat ze willen en te zijn wie ze zijn, hun mening te uiten en de gevestigde orde uit te dagen en te beïnvloeden.
- Verantwoord burgerschap: Mensen hebben zowel rechten als plichten en verantwoordelijkheden. Het respecteren van en zorg dragen voor iedereen om ons heen, dichtbij en ver weg, en op een manier leven die anderen en onze planeet niet beschadigt, zou vanzelfsprekend moeten zijn.
- Zelfbeschikking en diversiteit: Mensen moeten zelf keuzes en beslissingen kunnen maken op basis van hun eigen voorkeuren en interesses, ongedacht hun seksuele geaardheid, afkomst of religie. Ieder mens is uniek en onze diversiteit is iets om te koesteren en te beschermen.
- Gelijkwaardigheid en rechtvaardigheid: Mensen zijn niet hetzelfde, maar we zijn wel gelijkwaardig. We moeten als zodanig behandeld worden en elkaar ook zo behandelen. Gelijkwaardigheid en rechtvaardigheid moeten tot uiting komen in de manier waarop onze sociale, economische en juridische systemen werken.
- Duurzaam gebruik van de planeet: De mensheid beschikt over maar een planeet. Een met een rijke maar kwetsbare biodiversiteit en grote maar eindige hulpbronnen. Duurzaam omgaan met de aarde en leven in balans met de natuur is van levensbelang voor huidige en toekomstige generaties. Dit betekent dat niet alleen de impact op het milieu moeten worden verminderd, maar dat er ook actief moet worden gewerkt aan herstellen van wat is aangetast. De toekomst van elk levend wezen hangt daarvan af.

## Werkwijze
Hivos steunt lokale particuliere organisaties in meer dan 33 landen. Aan deze partners levert ze financiële middelen, kennis, advies en politieke ondersteuning. Daarnaast onderneemt de organisatie lobby-activiteiten, zowel lokaal, nationaal en internationaal. 
Hivos is ervan overtuigd dat moedige mensen de sleutel zijn in het bestrijden van machtsongelijkheid. Hun ideeën en inzet zijn cruciaal bij het realiseren van klimaatrechtvaardigheid, gendergelijkheid, diversiteit en inclusie.
Over de hele wereld bevordert Hivos dat gemarginaliseerde groepen gehoord worden en een stem krijgen in het debat. Met hen streeft de organisatie naar structurele verandering. Daarom werkt ze samen met pionierende organisaties, innovatieve bedrijven en bereidwillige overheden. Met hen deelt Hivos een droom waarin economieën duurzaam zijn en samenlevingen openstaan voor iedereen. 

## Thema's
Hivos richt zich op:
- Gendergelijkwaardigheid, diversiteit en inclusie: Zonder gelijkwaardigheid, diversiteit en inclusie bestaat er geen vrije en rechtvaardige samenleving. Daarom wordt gestreden voor gelijke rechten en gelijkwaardige kansen voor alle mensen, ongeacht genderidentiteit- en expressie, geslacht, seksuele oriëntatie, etniciteit, leeftijd, beperkingen, religie of culturele achtergrond. De organisatie vindt dat de stemmen van gemarginaliseerde, gediscrimineerde en uitgesloten groepen gehoord moeten worden en dat hun rechten op alle niveaus worden erkend en gerespecteerd. Daarbij richt ze zich in het bijzonder op (jonge) vrouwen en lhbt'ers.

- Klimaatrechtvaardigheid: Goed en effectief klimaatbeleid begint bij het betrekken van groepen die onevenredig hard worden getroffen door klimaatverandering. Daarom is er samenwerking met vrouwen, jongeren, inheemse groepen, arme stadsbewoners en kleine boeren. De organisatie richt zich op het opbouwen van een sterke beweging van maatschappelijke organisaties met een gemeenschappelijke klimaatagenda. Ze helpt bij met druk uitoefenen op besluitvormers en met het krijgen van brede maatschappelijke steun en financiering voor lokale klimaatoplossingen.
- Burgerrechten en vrijheid van meningsuiting: Over de hele wereld ziet Hivos burgerrechten en vrijheden onder druk staan: verdeeldheid neemt toe, de meest kwetsbaren worden uitgesloten en het vertrouwen in democratische instellingen neemt in rap tempo af. Mensen, organisaties en initiatieven die aan deze ontwikkeling tegengas durven geven worden door Hivos gesteund. Samen met hen bouwt ze aan inclusieve en open samenlevingen waarin iedere stem telt en wordt gehoord.

Het Humanistisch Instituut voor Ontwikkelingssamenwerking zet zich tevens in voor de millenniumdoelstellingen zoals opgesteld door de Verenigde Naties.

## Samenwerking
Hivos werkt samen met andere maatschappelijke organisaties, bedrijven en overheden over de hele wereld. Complementariteit – in expertise, werkvelden en rollen – en bundeling van krachten zijn cruciaal in het bereiken van de doelstellingen. In Europees verband was het een van de oprichters van Alliance2015, een cluster van organisaties werkzaam ten behoeve van Syrische ontheemden in en buiten Syrië. Internationale lobby bedrijft ze bij voorkeur op herkenbare thema’s en in nauwe samenwerking met lokale, nationale en internationale partnerorganisaties.
In Nederland bundelt de organisatie de krachten met maatschappelijke organisaties die deskundig zijn op een van de beleidsspeerpunten. Daarnaast werkt ze samen met verwante organisaties binnen de brancheorganisatie Partos.